# ГЕС Нага-Хаммаді
ГЕС Нага-Хаммаді — гідроелектростанція в центральній частині Єгипту. Розташована між ГЕС Есна (вище за течією) та ГЕС Асьют, входить до складу каскаду на Нілі.
Ще в 1930 році Ніл у районі Нага-Хаммаді (трохи більш ніж за пів сотні кілометрів на захід від Кени) перекрили греблею, котра виконувала іригаційні функції. У 2002—2008 роках її замінили новою спорудою, що за 3,5 км нижче за течією. Під час будівництва Ніл спрямували до обвідного каналу завдовжки 1,1 км, що дало змогу створити в руслі котлован глибиною 25 метрів від звичайного рівня поверхні річки. Спорудження гідровузла потребувало земляних робіт в обсязі 7 млн м3 ґрунту, витрачено 380 тис. м3 бетону та 40 тис. тонн арматури.
Біля правого берега облаштовано два судноплавні шлюзи з розмірами камери 150х17 метрів та мінімальною глибиною 3 метри. Решту русла перекриває бетонна гребля завдовжки 320 метрів з сімома водопропускними шлюзами, у лівій частині якої облаштовано машинний зал гідроелектростанції.
Зал обладнаний чотирма бульбовими турбінами потужністю по 16 МВт, які при напорі від 2,4 до 8 метрів забезпечують виробництво майже 0,5 млрд кВт-год електроенергії на рік.
Видача продукції відбувається по ЛЕП, що працює під напругою 220 кВ.